# Pontos extremos da Irlanda

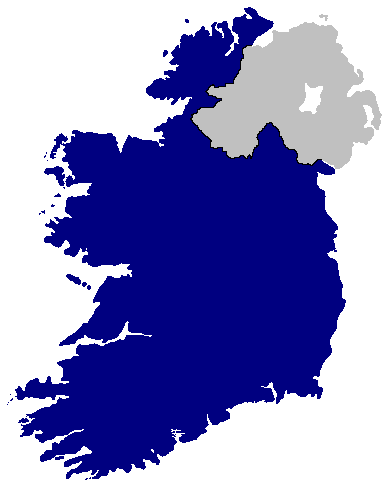
A República da Irlanda (a azul) não ocupa a totalidade da ilha da Irlanda

Esta é a lista dos pontos extremos da República da Irlanda, os locais mais a norte, sul, leste e oeste do seu território, e os extremos altimétricos.

## Ilha principal
- Ponto mais setentrional: Banba's Crown (perto de Malin Head), Península de Inishowen, County Donegal
- Localidade mais setentrional: Ballyhillin, Península de Inishowen, County Donegal
- Ponto mais meridional: Brow Head (perto de Mizen Head), County Cork
- Localidade mais meridional: Crookhaven, County Cork
- Ponto mais ocidental: Dunmore Head, Península de Dingle, County Kerry (ou Garraun Point segundo outras fontes)
- Localidade mais ocidental: Dunquin, County Kerry
- Ponto mais oriental: Wicklow Head, County Wicklow
- Localidade mais oriental: Wicklow, County Wicklow
- Ponto mais alto: Carrauntoohil, County Kerry, 1038 m
- Ponto mais baixo: North Slob, County Wexford, -3 m
- Localidade mais alta: Meelin, County Cork

### Incluindo as ilhas menores
- Ponto mais setentrional: Inishtrahull, County Donegal. A República da Irlanda reclama Rockall.
- Localidade mais setentrional: Ballyhillin, Península de Inishowen, County Donegal
- Ponto mais meridional: Fastnet Rock, County Cork
- Localidade mais meridional:  Crookhaven, County Cork
- Ponto mais ocidental: Ilha Tearaght, County Kerry
- Localidade mais ocidental: Dunquin, Península de Dingle, County Kerry
- Ponto mais oriental: Ilha Lambay, County Dublin
- Localidade mais oriental: Wicklow, County Wicklow